# Калберлах
Калберлах (њем. Calberlah) општина је у њемачкој савезној држави Доња Саксонија. Једно је од 41 општинског средишта округа Гифхорн. Према процјени из 2010. у општини је живјело 5.145 становника. Посједује регионалну шифру (AGS) 3151006.

## Географски и демографски подаци
Калберлах се налази у савезној држави Доња Саксонија у округу Гифхорн. Општина се налази на надморској висини од 67 метара. Површина општине износи 27,6 km². У самом мјесту је, према процјени из 2010. године, живјело 5.145 становника. Просјечна густина становништва износи 186 становника/km².